# Charles Strens
Charles Paul François Marie Strens (Swalmen, 3 december 1896 – aldaar, 8 maart 1964) was een Nederlands politicus.
Hij werd geboren als zoon van Louis Henri Pascal Marie Strens (1862-1924) en Johanna Charlotte Maria Josten (1866-1914). Sinds 1895 was zijn vader burgemeester van Swalmen. Op eigen verzoek werd hem in 1924 ontslag verleend en kort daarna overleed hij. Enkele dagen later werd Charles Strens benoemd tot burgemeester van Swalmen en daarmee de opvolger van zijn vader. In januari 1962 ging hij met pensioen en in 1964 overleed hij op 67-jarige leeftijd.